# Буйли
Буйли (біл. вёска Буйлі) — село в складі Вілейського району Мінської області, Білорусь. Село підпорядковане В'язинській сільській раді, розташоване в північній частині області.

## Історія
З 1793 після другого розділу Речі Посполитої Буйли, як і вся Вілейщина, входила до складу Російської імперії, був утворений Вілейський повіт у складі спочатку Мінської губернії, а з 1843 - Віленської губернії.
У 1921–1945 роках застінок знаходилось у Польщі, у Вільнюськім воєводстві, Вілейського повіту, у гміні В'язинь .

## Населення
- 1921 рік — 145 людини, 25 будинків[2]
- 1931 рік — 151 людини, 28 будинків[3].